# Milanov Kallupi
Milanov (Milianov) Kallupi (ur. 18 stycznia 1948, zm. 24 lipca 2013) – albański poeta, dziennikarz i wydawca, honorowy obywatel Elbasanu. Jego poezje miały formę haiku.

## Życiorys
Ukończył studia na Akademii Wojskowej w Tiranie, następnie kształcił się na Państwowym Uniwersytecie Tirany oraz na Uniwersytecie w Elbasanie. W latach 1983–1995 pracował jako dziennikarz dla czasopism Luftëtari oraz Fjala e Lirë; założył także wydawnictwo Egnatia, którym kierował do 2010 roku. Z jego inicjatywy w 2000 roku powstało Albańskie Stowarzyszenie Haiku.
Zmarł 24 lipca 2013 w wyniku choroby nerek.

## Wybrane poezje[1]
- Haiku
- Krishtlindje
- Kunder rrymes
- Nje dite plepi
- Nuk mundem dot...